# Laura Palmer (canción)
«Laura Palmer» es una canción del grupo londinense de rock alternativo Bastille, inspirada en el personaje del mismo nombre de Twin Peaks. Twin Peaks es una serie emitida por la cadena de televisión estadounidense ABC entre los años 1990 y 1991, que cuenta la historia de un agente del FBI que investiga el crimen de la joven Laura Palmer.
La canción se trata de un relanzamiento, puesto que el tema se editó como sencillo del primer EP del grupo antes de que se hicieran conocidos. En esta canción Bastille  transmite un sentimiento de desesperación y algo de misterio en la letra; mientras que el ritmo electropop está lleno de energía y de beats sólidos.
Pese a estar creada basándose en la serie Twin Peaks, en el videoclip oficial Laura Palmer no muere. Al contrario que el cantante de Bastille, Dan Smith, a quien secuestran en medio del rodaje.

## Lista de canciones
Descarga digital
1. "Laura Palmer" – 3:06
2. "Thinkin Bout You" (featuring O.N.E.) – 3:05
3. "Laura Palmer" (RAC Mix) – 3:11
4. "Laura Palmer" (Imagine Dragons Remix) – 3:49
5. "Laura Palmer" (Kat Krazy Remix) – 3:32

Vinilo
1. "Laura Palmer"
2. "Thinkin Bout You" (featuring O.N.E.)

## Posicionamiento en listas
| Lista (2013)                          | Mejor posición |
| ------------------------------------- | -------------- |
| Escocia (The Official Charts Company) | 30             |
| Irlanda (IRMA)                        | 29             |
| Reino Unido (UK Singles Chart)        | 42             |